# Harpendyreus kisaba
Harpendyreus kisaba är en fjärilsart som beskrevs av James John Joicey och Talbot 1921. Harpendyreus kisaba ingår i släktet Harpendyreus och familjen juvelvingar. Inga underarter finns listade i Catalogue of Life.